# Ostrogonek duży
Ostrogonek duży (Aphrastura masafucrae) – gatunek małego ptaka z rodziny garncarzowatych (Furnariidae). Występuje endemicznie na wyspie Alejandro Selkirk należącej do Chile. Krytycznie zagrożony wyginięciem.

## Taksonomia
Gatunek opisali po raz pierwszy Rodolfo Amando Philippi i Christian Ludwig Landbeck w roku 1866, pod nazwą Synallaxis Masafucrae. Obecnie przez IOC ostrogonek duży umieszczony jest w rodzaju Aphrastura jako jeden z dwóch przedstawicieli. Holotyp zebrano na wyspie Alejandro Selkirk. Gatunek monotypowy. Epitet gatunkowy zapisywany jest przez wielu autorów jako masafuerae, gdyż pochodzi on od dawnej nazwy wyspy Alejandro Selkirk – Masafuera, oryginalna nazwa gatunku zawiera zatem literówkę.

## Zasięg występowania
Gatunek występuje endemicznie na chilijskiej wyspie Alejandro Selkirk w archipelagu Juan Fernández. Całkowity zasięg występowania szacowany jest na 11 km².

### Środowisko
Zasiedla półwilgotne lub wilgotne górskie lasy na wysokości 800–1300 m n.p.m., niekiedy w zimie schodzi do 600 m n.p.m. Zamieszkiwane przez ostrogonka dużego lasy zdominowane są przez paprocie drzewiaste z gatunku Dicksonia externa oraz Blechnum cycadifolium i drzewa Drimys confertifolia (endemiczne dla archipelagu), nie przekraczające wysokości 5 m. W podszycie przeważa paproć Lophosoria quadripinnata, powyżej 1100 m n.p.m. dorastająca do 1–1,5 m wysokości. Często spotykany wzdłuż strumieni.

## Morfologia
Długość ciała wynosi 14–15 cm. Skrzydło mierzy 64,8±2,81 mm, dziób 15,3±0,59 mm. Czoło białawe z wąskimi, rudymi kreskami. Wierzch głowy szarobrązowy. Płowobrązowa brew jest mało widoczna. Wierzch ciała brązowy, matowy. Kuper rudobrązowy. Pokrywy skrzydłowe czarniawe z płowymi obrzeżeniami, które cechuje jaśniejsza barwa tuż po pierzeniu. Czarne lotki posiadają rude nasady. Ogon stopniowany, sterówki mają sztywne stosiny. Promyki na końcu sterówki stają się zredukowane, co sprawia wrażenie ostro zakończonego pióra. Chorągiewki czarniawe, nasady rude z wyjątkiem centralnej pary. Gardło białawe, na piersi i brzuchu przechodzi w płowobrązowy kolor o rudym odcieniu. Boki i pokrywy podogonowe rude. Tęczówka brązowa. Górna szczęka rogowobrązowa do rogowożółtej, nawet białawej – przyczyny takich różnic nie są znane. Nogi i stopy zielonawe. Od ostrogonka małego (A. spinicauda) różni się większymi rozmiarami, dłuższym dziobem i większą matowością upierzenia. Osobnika młodego nie opisano.

## Behawior
Zwyczaje co do odżywiania się mało poznane, prawdopodobnie zjada głównie stawonogi. Niemal zawsze przebywa w parach. Żeruje w podszycie, czasami na ziemi w opadłych liściach. Zbiera pokarm z liści i łodyg paproci, poruszając się zwinnie i zawisając jak sikory (Paridae). Niekiedy pokarmu szuka w mchu i porostach zwisających z drzewa Drimys confertifolia. Porusza się skacząc lub podfruwając, czasem biega po pniu, jak czynią to pełzacze (Certhiidae). Zawołanie stanowi niskie, wibrujące trrrt, trwające około 1,2 s, pojedyncze lub powtarzane.

## Lęgi
Sezon lęgowy trwa od wczesnego grudnia po późny styczeń. Na rok 2010 znaleziono jedynie 4 gniazda nieutworzone w budce. Znajdowały się na wysokości 1206–1240 m n.p.m. Każde odkryto przez obserwację dorosłych ptaków.
Gnieździ się w naturalnym zagłębieniu w skale o otworze wejściowym średnicy około 3 cm. Miejsca lęgowe zdają się mieć powiązanie z Drimys winteri. Wielkość zniesienia nie jest znana, ale u drugiego przedstawiciela rodzaju, ostrogonka małego, wynosi 3–4 jaja (zwykle 3). Liczba jaj u gatunków zamieszkujących wyspy jest jednak zwykle mniejsza niż u spokrewnionych, lecz kontynentalnych gatunków. Pisklęta karmione są przez około 15 godzin w ciągu doby; oba ptaki z pary donoszą młodym pokarm w postaci stawonogów, wykonując średnio 36 lotów do gniazda na godzinę. Częstotliwość karmienia piskląt zmniejsza się, gdy w pobliżu przebywa myszołów rdzawogrzbiety (Geranoaetus polyosoma, tu podg. exsul).

## Status zagrożenia

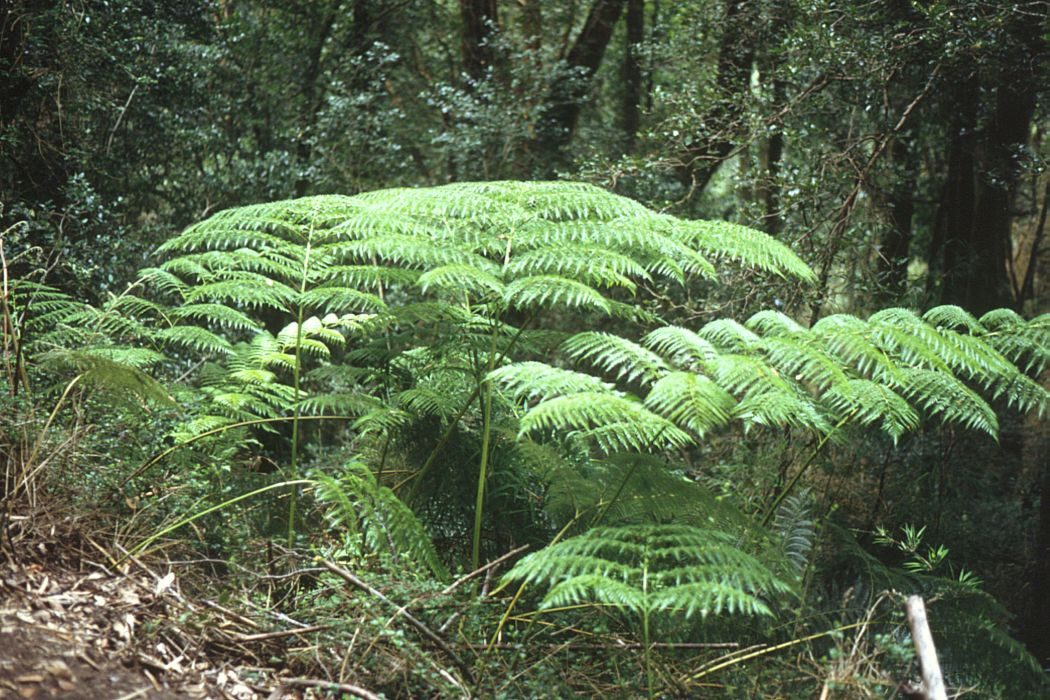
W podszycie, gdzie żeruje ten gatunek, przeważa paproć Lophosoria quadripinnata

Przez IUCN ostrogonek duży od 2005 roku klasyfikowany jest jako gatunek krytycznie zagrożony (CR, Critically Endangered). Wcześniej, od 1994 roku klasyfikowany był jednak jako narażony (VU, Vulnerable). W latach '80 XX wieku populacja wynosiła szacunkowo około 500 osobników. Na rok 2012 populacja szacowana była na około 140 osobników. Mimo uprzedniego spadku liczebności, trend populacji uznano za stabilny.
Paprociom drzewiastym na obszarze zamieszkiwanym przez A. masafuerae zagraża wycinka pod opał, zaś pozostałym roślinom niszczenie przez kozy oraz pożary. Owce usunięto z wyspy w roku 1983. W latach 1998–2003 prowadzono program kontroli kóz na wyspie. W 2006 roku zainstalowano 81 budek lęgowych, w sezonie lęgowym 2006–2007 użyte były co najmniej 3 z nich. Pisklętom zagrażać mogą wprowadzone myszy i szczury, zaś osobnikom dorosłym i młodocianym zdziczałe koty. Wyspy obejmuje Park Narodowy Archipiélago de Juan Fernández, zaś wyspę Alejandro Selkirk uznano za Important Bird Area.